# Oskava
Oskava település Csehországban, Šumperki járásban. Oskava Libina, Stará Ves, Nový Malín, Šumvald, Horní Město, Tvrdkov, Hraběšice és Sobotín településekkel határos. Lakosainak száma 1296 fő (2024. január 1.).

## Népesség
A település lakosságának változását az alábbi diagram mutatja:
| Lakosok száma | 3829 | 3702 | 2883 | 1730 | 1694 | 1484 | 1287 | 1274 | 1265 | 1296 |
|               | 1869 | 1890 | 1921 | 1950 | 1980 | 2001 | 2017 | 2019 | 2022 | 2024 |